# Banc de Varne

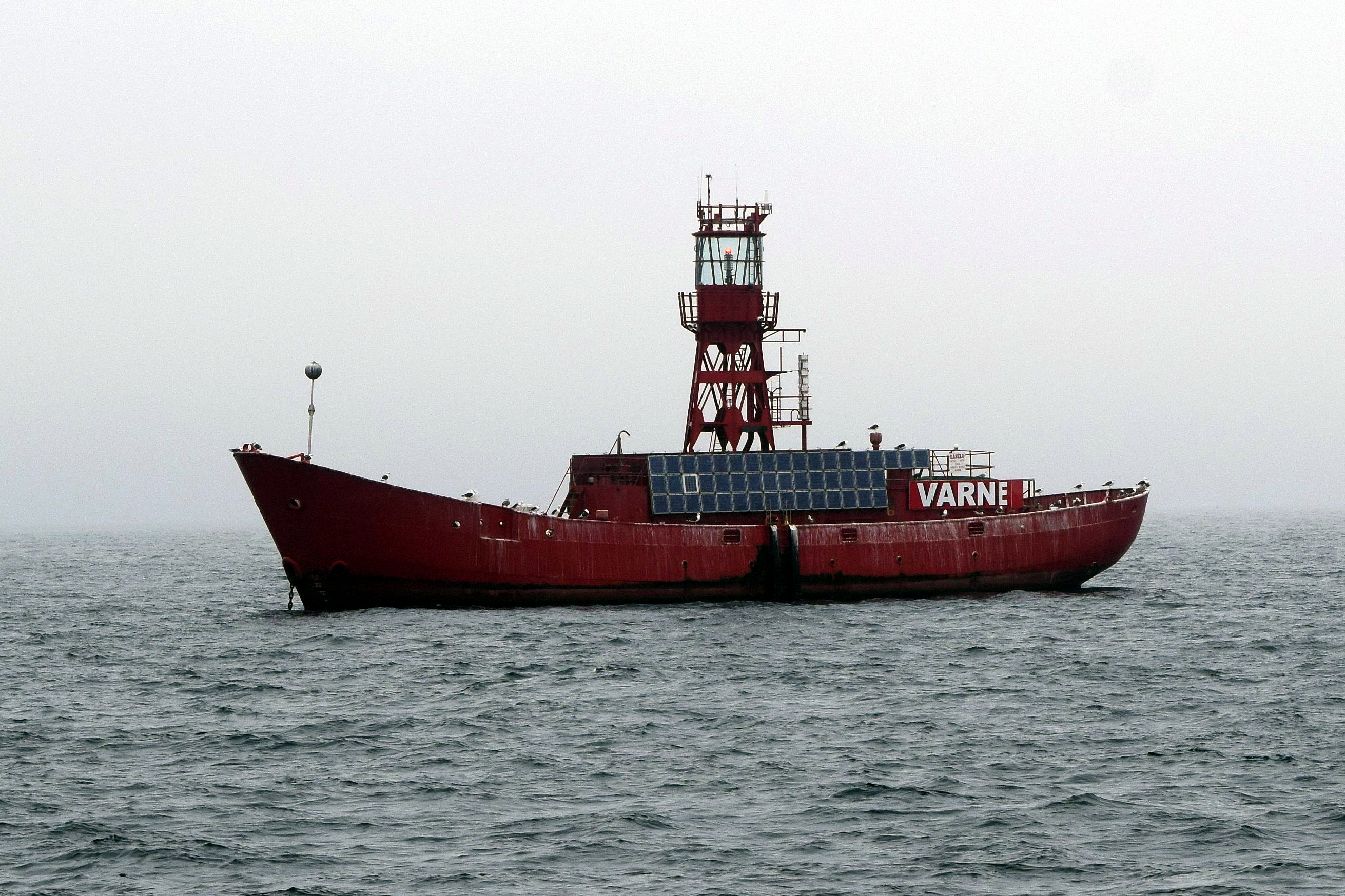
Bateau-phare sur le banc de Varne dans le détroit

Le banc de Varne est un banc de sable, long de 9,3 km, situé dans le Pas de Calais, à 9 miles (14 km) au sud-ouest de Douvres dans le Kent, en Angleterre,. Avec la fosse de Lobourg qui le longe, le banc de Varne se trouve immédiatement au sud-ouest du point le plus profond de 223 pieds (68 m) dans le Pas de Calais. Sa forme rectiligne est similaire à d’autres bancs du détroit telles que le banc de South Falls bordant la fosse de Lobourg à l’est, le banc Colbart (alias la crête) et d’autres. Les bancs de forme rectiligne ne sont présentes que du côté anglais du détroit.
Situé presque au milieu du trafic international sud/ouest de la Manche côté anglais, le banc de Varne est une préoccupation constante pour les garde-côtes britanniques et la navigation. La mer au-dessus présente de fortes ondulations, en particulier lorsque de fortes marées se produisent, et est connue pour être très agitée par mauvais temps,.
Avec une profondeur minimale d’environ 10 pieds (3 m), le banc est marqué par des bouées lumineuses à l’ouest, à l’est et au sud. En raison du risque élevé qu’il présente, il y a toujours un bateau-phare automatique Trinity House placé près du banc de Varne .
Les navires qui s’échouent sur le banc de Varne sont souvent déclarés par erreur comme étant perdus sur le banc de Goodwin, peut-être parce que le banc de Varne est moins connu que son voisin proche du nord. En raison de l’augmentation du volume du trafic par le canal le plus fréquenté au monde, plusieurs propositions ont été faites pour éliminer le banc de Varne par le dragage. Cependant, également en raison de sa faible profondeur, le banc de Varne est un endroit productif pour la pêche, en particulier pour la morue et les pétoncles.
En 1802, l’ingénieur des mines Albert Mathieu fait des propositions à Napoléon Ier pour transformer le banc de Varne en un point d’étape insulaire pour le tunnel sous la Manche.
Au 20e siècle, une proposition a été faite pour un pont sur la Manche, qui aurait utilisé le banc de Varne comme point d’étape pour une structure de soutien.
Plusieurs batailles navales ont eu lieu à proximité, y compris la bataille de Douvres et la bataille de Dungeness en 1652, et le raid du Pas de Calais en 1917.
Le banc de Varne ainsi que le banc voisin Colbart, le banc Vergoyer, les ridens de Boulogne et le côté Français du banc Bassurelle, font partie d’une zone de protection Natura 2000 couvrant 680 km2 et répertoriée sous le nom de « Ridens et dunes hydrauliques du Pas de Calais ».